# Carl Munters
Carl Georg Munters (Aussprache [ˌkɑːɹl ˈmɵnːtəʂ], * 22. März 1897 in Dala-Järna, Gemeinde Vansbro; † 1989) war ein schwedischer Ingenieur.
Seine Eltern waren der Ingenieur Anders Johan Munters und Hilman Bernhardina Helling. 1922 graduierte er an der Königlich Technischen Hochschule Stockholm. Er heiratete 1925 Anna Eugenia Geralf und 1951 Marianne Warkander. 
1922 entwickelte er als Student zusammen mit Baltzar von Platen und John Tandberg eine Absorptionskältemaschine mit Wasserstoff als Hilfsgas, in der Ammoniak in einem geschlossenen System bis über den Siedepunkt erhitzt und anschließend wieder verflüssigt wurde. 
Am 8. März 1923 wurde ein Patent dafür erteilt und die Firma AB Arctic begann mit der Produktion des Kühlschranks. 1925 war die Entwicklung abgeschlossen, Electrolux erwarb das »von Platen-Munters« Patent und führt den weltweit ersten Absorber-Kühlschrank für Haushalte ein. 1926 wurde dafür ein Patent in den USA erteilt.
1955 gründete er zusammen mit Marcus Wallenberg und zwei anderen die Firma Munters. Hier erfand er das Sorptionsrad. In den frühen 1970er Jahren zog er sich aus dem Management zurück und kurz darauf wurde Munters von der Incentive Group übernommen.
Zum Zeitpunkt seines Todes hielt er über 1000 Patente.